# Тутатчиков
Тутатчиков — аал в Усть-Абаканском Хакасии, находится в 55 км к юго-западу от райцентра — пгт Усть-Абакан.
Расположен на правом берегу реки Уйбат у автотрассы Абакан — Ак-Довурак. Расстояние до ближайшей железнодорожной станции в посёлке Кирба — 1 км.
Число хозяйств — 54, население — 119 чел. (01.01.2004), в том числе русские, чуваши, хакасы и др.
Основано в 30-х гг. XX века. Первоначальное название — колхоз «Охотник», затем — колхоз им. Жданова.
Имеются начальная школа, библиотека.
Рядом расположен пруд — «Озеро Жданова». В 4 км северо-восточнее Тутатчикова, в результате археологических раскопок проведённых в 1960-х гг. профессором Л. Р. Кызласовым обнаружено древнее городище — «Уйбатский замок».

## Население
| 2002 | 2010 |
| ---- | ---- |
| 160  | ↘125 |